# Јупора (Мисисипи)
Јупора (енгл. Eupora) град је у америчкој савезној држави Мисисипи.

## Демографија
По попису из 2010. године број становника је 2.197, што је 129 (-5,5%) становника мање него 2000. године.
| Група             | 2000.         | 2010.         |
| Белци             | 1.341 (57,7%) | 1.186 (54,0%) |
| Афроамериканци    | 884 (38,0%)   | 919 (41,8%)   |
| Азијати           | 4 (0,2%)      | 0 (0,0%)      |
| Хиспаноамериканци | 87 (3,7%)     | 59 (2,7%)     |
| Укупно            | 2.326         | 2.197         |